# Енисеев, Сергей Исакович
Сергей Исакович Енисеев — советский хозяйственный, государственный и политический деятель.

## Биография
Родился в 1919 году в улусе Капсал. Член ВКП(б) с 1944 года.
С 1937 года — на хозяйственной, общественной и политической работе. В 1937—1972 гг. — секретарь Булусинского сельского Совета, участник Великой Отечественной войны, в Инспекции по Иркутской области Главного управления по делам промысловой и потребительской кооперации при СМ, председатель Усть-Ордынской Бурят-Монгольской окружной плановой комиссии, заведующий Отделом пропаганды и агитации Усть-Ордынского Бурят-Монгольского окружного комитета КПСС, заместитель заведующего Отделом пропаганды и агитации Иркутского областного комитета КПСС, 1-й секретарь Усть-Ордынского Бурятского окружного комитета КПСС. Под его руководством было начато и завершено строительство кинотеатра "Баргузин" в городе Иркутск.
Избирался депутатом Верховного Совета РСФСР 7-го и 8-го созывов.
Умер 3 Августа 2009 года.